# Dorcadion striolatum
Dorcadion striolatum är en skalbaggsart. Dorcadion striolatum ingår i släktet Dorcadion och familjen långhorningar.

## Underarter
Arten delas in i följande underarter:
- D. s. striolatum
- D. s. masculinum